# 哈爾哈廟事件

日ソ国境紛争

哈爾哈廟事件（はるはびょうじけん）は、1935年に起きたモンゴル人民共和国と満州国の国境をめぐる日ソ国境紛争である。
モンゴル軍による不法行為や国境侵犯は満州国の建国以来、頻発していたが、1935年1月8日、モンゴル兵が貝爾湖（ボイル・ノール）東北岸オランガンガ哨所に出現し、監視兵を脅迫し撤退させ、哈爾哈廟および付近の土地を占領して哈爾哈廟に銃眼の構築、望楼の修築などをおこなった。
興安北警備軍は、事件調査のため指導官の本多少佐を現地に派遣した。1月24日、興安北警備軍派遣部隊瀬尾中尉が、部隊と共に哈爾哈廟に接近しようとすると、十数名のモンゴル兵の一斉射撃を受け、瀬尾中尉ほか1名が戦死、数名の負傷者が出た。
報告を受けた北警備軍騎兵第七団の主力は国境線の確保のために現地に向かい、また日本軍の応援を受け、哈爾哈廟のモンゴル兵に対して1月27日までに国境外に撤退するように要求したが応じず、ついに日満部隊は哈爾哈廟を包囲し、強制的にモンゴル兵を追放した。
1月24日に哈爾哈廟が日満軍により奪還された報告が伝わると、モンゴルおよびソ連はタス通信において、日本軍がモンゴルを侵犯したと伝えた。
日満側は事件を平和裏に処理しようとし、満州里会議が開催されることが満蒙2国間で決定した。6月1日に満州里会議が始まったが、成果を得ることができず、10月2日からの第二次会議も決裂に終わった。